# Déodat de Séverac

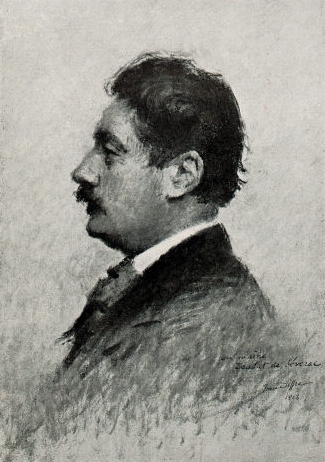
Porträt von Déodat de Séverac

Marie Joseph Alexandre Déodat de Séverac, baron de Beauville (geboren 20. Juli 1872 in Saint-Félix-Lauragais, Haute-Garonne; gestorben 24. März 1921 in Céret, Département Pyrénées-Orientales) war ein französischer Komponist.

## Leben

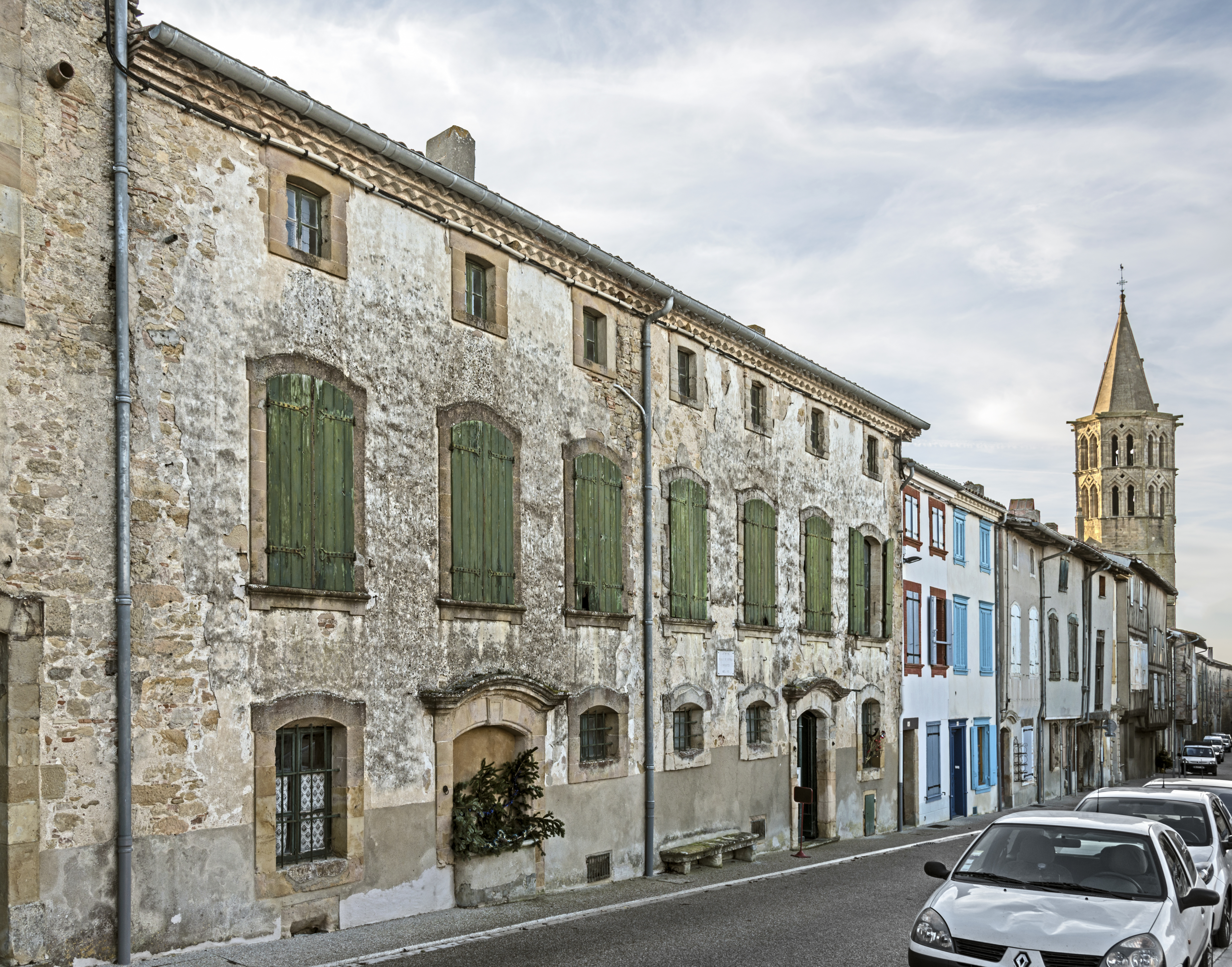
Geburtsort

Déodat de Séverac erhielt ersten Musikunterricht von seinem Vater, dem Maler Gilbert de Séverac. Nach der Schulzeit in Toulouse und Studium am dortigen Konservatorium ging er 1896 nach Paris, um am Conservatoire seine Studien fortzusetzen. 1897 wechselte er an die neugegründete Schola Cantorum. Dort wurden Vincent d’Indy und Albéric Magnard seine Kompositionslehrer. Orgelunterricht erhielt er bei Alexandre Guilmant. Zeitweilig arbeitete er als Assistent von Isaac Albéniz, kehrte dann nach Südfrankreich zurück und widmete sich ausschließlich der Komposition.

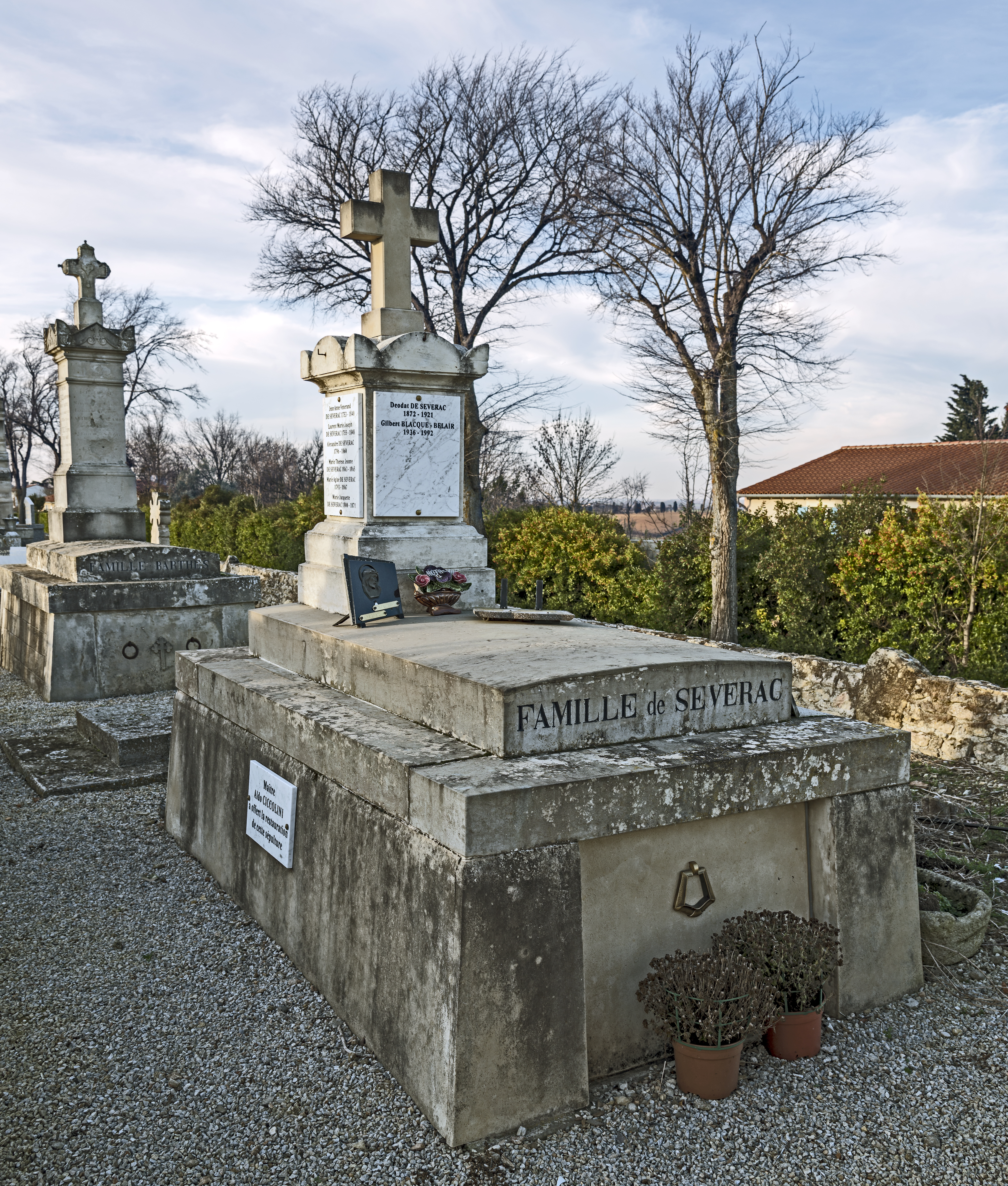
Das Grab von Déodat de Séverac

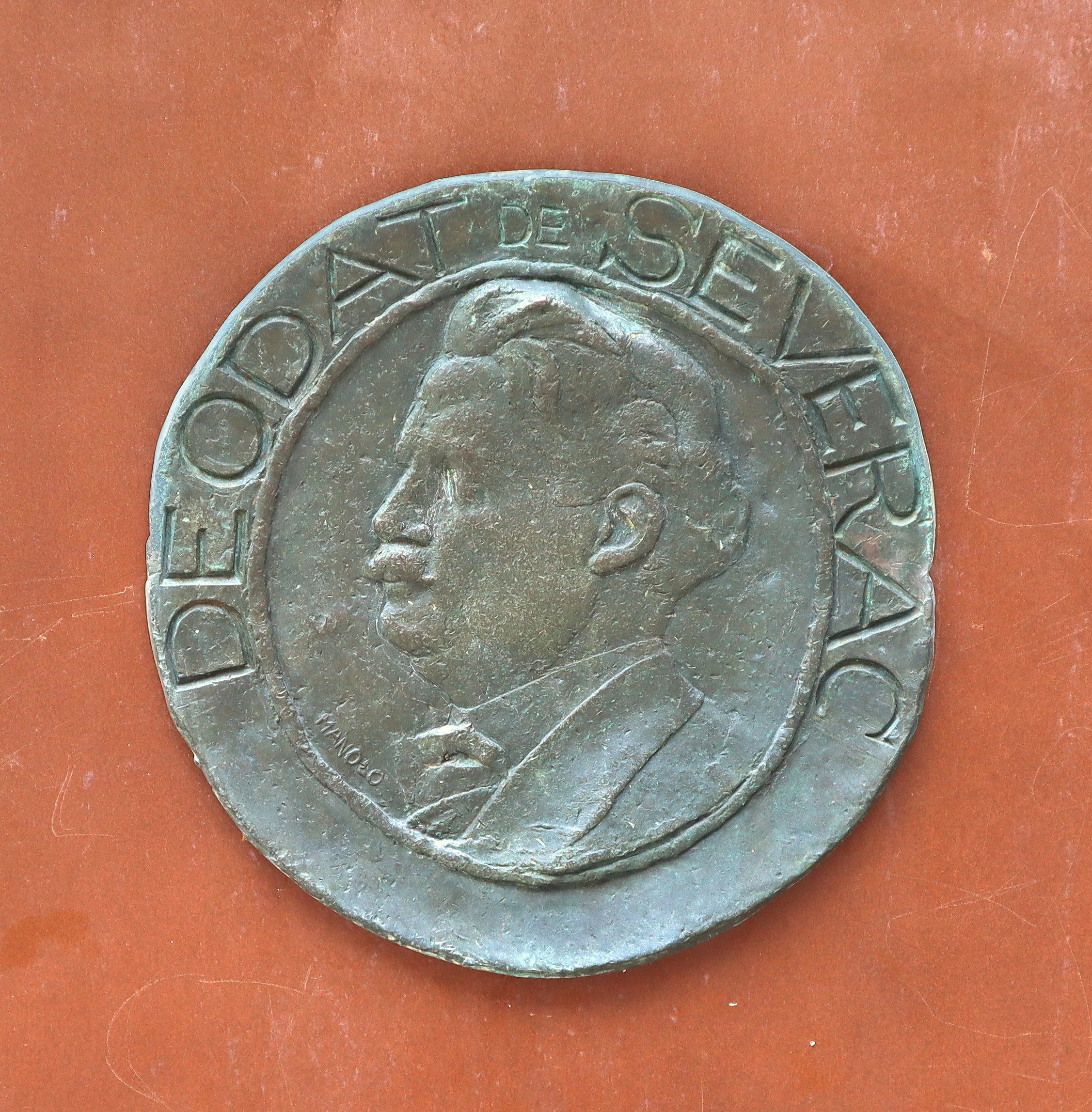
Widmung für Déodat de Séverac auf der Rückseite der Skulptur „La Catalane“ von Manolo Martínez Hugué in Céret.

## Werke
Déodat de Séveracs Musik zeigt Einflüsse des Impressionismus, besonders stark ist sie jedoch von der musikalischen Tradition seiner Heimat, dem Languedoc, geprägt. Sie steht dabei der Volksmusik nahe, ohne sich jedoch direkter Entlehnungen daraus zu bedienen. Seine Lied- bzw. Chorkompositionen basieren teils auf Texten in Provenzalisch und Katalanisch, teils auf Gedichten in französischer Sprache, etwa von Verlaine oder Baudelaire.
Außerhalb Frankreichs am ehesten bekannt wurden seine Klavierkompositionen, die vielfach bildhafte Titel tragen. Hierzu gehören die Suiten En Languedoc, En Vacances und Cerdaña. In seinem Werkkatalog finden sich außerdem zwei Opern (Le Cœur du moulin, uraufgeführt 1909 an der Pariser Opéra-Comique, sowie Héliogabale, uraufgeführt 1910 in Béziers), drei sinfonische Dichtungen, Orgelwerke und Kammermusik.
Während seines Studiums an der Schola Cantorum in Paris komponierte de Séverac im Jahr 1900 die sinfonische Dichtung Nymphes au crépuscule, die er jedoch nicht veröffentlichte und die an Sirènes von Claude Debussy erinnert.

### Orchesterwerke
- 1900 Nymphes au crépuscule
- 1907 Pepermint-get
- 1909 Fête des vendanges, «Danse des treilles» aus seiner Oper „La Cœur du moulin“
- Cortège nuptial catalan
- Recuerdos, «Impressions d'Espagne»
- Sérénade au clair de lune, für Kammerorchester

### Orgelwerke
- 1890 Elévation en ut majeur
- 1890 Verset en sol majeur
- 1892 Verset ou Prélude en ut majeur
- 1897 Intermède (Fantasia) en forme de canon en ut mineur
- 1897–1898 Suite en mi mineur
- 1898 Canon par diminution en ut mineur
- 1898 Prélude de quatuor en sol mineur
- 1912 Versets pour les Vêpres d'un confesseur non pontife
- 1912–1913 Petite suite scholastique en fa mineur

### Klavierwerke (Auswahl)
(Quelle: )
- 1898–1899 Sonate pour piano b-Moll
- 1899–1900 Le Chant de la Terre
- 1903–1904 En Languedoc
- 1908–1911 Cerdaña
- 1911 En Vacances I und II
- 1919 Sous les lauriers roses

## Diskographie
- Michelle Leclerc: Séverac – L’Œuvre intégrale pour orgue. Aeolus 2002.
- Jordi Masó: Déodat de Séverac: Klavierwerke. Vol. 1 Naxos 8.572427, 2001; Vol. 2 Naxos 8.572428, 2012; Vol. 3 Naxos 8.572429, 2012.
- Jean-Yves Ossonce/Orchestre Symphonique de la Region Centre-Tours: Deodat de Séverac: Le Coeur du Moulin, Oper, Timpani, 2009.
- Francois-Michel Rignol: Déodat de Séverac: Oeuvres pour piano, Klavierwerke, Solstice, 2008.
- Izumi Tateno: Déodat de Séverac: Klavierwerke, Warner Classics/Apex, 2004.
- Izumi Tateno: Sunflower Sea. Piano Works by Déodat de Séverac, 2 CDs, Warner Classics/Finlandia 8573-87181-2, 2001.
- Olivier Vernet: Déodat de Séverac: Le Lyre de l’Âme, Orgelmusik, Ligia, 2012.